# 象 (朝鮮將棋)
象（韓文稱為）是朝鮮將棋的棋子之一。
象的移動爲「用」字型走法，屬於象棋（包含全世界各種象棋類遊戲，例如西洋棋、西洋大象棋、中國象棋、日本將棋）棋子當中較特別的。以下為其可能的走行途徑：
- 先向前方一格，再向左前方一格，再向左前方一格。（↑↖↖）
- 先向前方一格，再向右前方一格，再向右前方一格。（↑↗↗）
- 先向後方一格，再向左後方一格，再向左後方一格。（↓↙↙）
- 先向後方一格，再向右前方一格，再向右前方一格。（↓↘↘）
- 先向左方一格，再向左前方一格，再向左前方一格。（←↖↖）
- 先向左方一格，再向左後方一格，再向左後方一格。（←↙↙）
- 先向右方一格，再向右前方一格，再向右前方一格。（→↗↗）
- 先向右方一格，再向右後方一格，再向右後方一格。（→↘↘）

| 1 | 2  | 3  | 4  |
| 5 | 6  | 7  | 8  |
| 9 | 10 | 11 | 12 |

象從1號格走到12號格時，2號格和7號格為塞象眼的點，如果這兩個中的一或兩格有棋子，象就不能從1號格走到12號格。
注意的是，如該途徑之中有任何棋子阻擋去路（塞象眼），則該象不能選擇該途徑而行。
值得留意的是，朝鮮將棋的象可跨到對方地域，為中國象棋的象所不能。
象的起始位置為雙方底線之左三排和右三排。
朝鮮將棋有五種初始佈置，在对局之前决定是否要以象對馬、或車其中一種进行易位。在对局开始后就不能再易位。馬象易位，可以是左右两边一齐进行易位或是只进行一边的易位；而象車易位需兩邊一齊進行。
- 外象排列：車象马-马象車
- 內象排列（標準排列）：車马象-象马車
- 左象排列：車象马-象马車
- 右象排列：車马象-马象車
- 機動車排列：象马車-車马象